# Шили (Синявський старостинський округ)
Шили́ — село в Україні, у Синявському старостинському окрузі Збаразької міської громади Тернопільського району Тернопільської області. Розташоване на річці Самчик, на північному сході району. До 2020 центр Шилівської сільської ради, якій було підпорядковане с. Діброва.
Населення — 624 особи (2007).

## Історія
Поблизу села виявлено археологічні пам'ятки пізнього палеоліту.
Відоме від XVII ст.
Діяли товариства «Просвіта», «Луг», «Сільський господар», «Союз українок», «Рідна школа», «Відродження», кооператива.
12 червня 2020 року, відповідно до Розпорядження Кабінету Міністрів України від  № 724-р «Про визначення адміністративних центрів та затвердження територій територіальних громад Тернопільської області», село увійшло до складу Збаразької міської громади.
19 липня 2020 року, в результаті адміністративно-територіальної реформи та ліквідації Збаразького району, село увійшло до складу новоутвореного Тернопільського району.

## Релігія
Є церква Пресвятої Трійці (1872, кам'яна).

## Пам'ятки
Споруджено пам'ятники

Пам'ятник Тарасові Шевченку

- Тарасові Шевченку (1958, скульптор Яків Чайка),
- воїнам-односельцям, полеглим у німецько-радянській війні (1966),
- на місці перезахоронення 36 вояків УПА (1995).

Встановлено пам'ятний хрест на честь проголошення незалежності України (1991).

## Соціальна сфера
Працюють ЗОШ 1-2 ступ., клуб, бібліотека, ФАП, відділення зв'язку, торговельний заклад.

## Населення

### Мова
Розподіл населення за рідною мовою за даними перепису 2001 року:
| Мова       | Кількість | Відсоток |
| ---------- | --------- | -------- |
| українська | 563       | 98.77%   |
| російська  | 6         | 1.05%    |
| словацька  | 1         | 0.18%    |
| Усього     | 570       | 100%     |

### Мовні особливості
Село розташоване на території наддністрянського (опільського) говору. До «Наддністрянського реґіонального словника» внесено такі слова та фразеологізми, вживані у Шилах: більоха («сорт білих черешень»), вічко («отвір у вулику»), воко на воко («віч-на-віч, без свідків»), чоловічок («зіниця»).

## Відомі люди

### Народилися
- Андрій Клим - педагог, літератор, громадський діяч ,
- Андрій Клим, - український військовик, підполковник Армії УНР
- педагог, військовик, сотник Армії УНР Г. Клим,
- диригенти З. Кравчук і Г. Старицький,
- Володимира Чайка (Слота) - українська оперна співачка
- ветеран війни, вчитель, громадський діяч Зеновій Слота,
- лицар Срібного хреста заслуги УПА Пастушенко Василь Романович.

## Книги про село
- Р. Пастушенко. «Село моє» (Т., 1996);
- А. І. Клим. «Історія однієї родини» (2005).

## Галерея

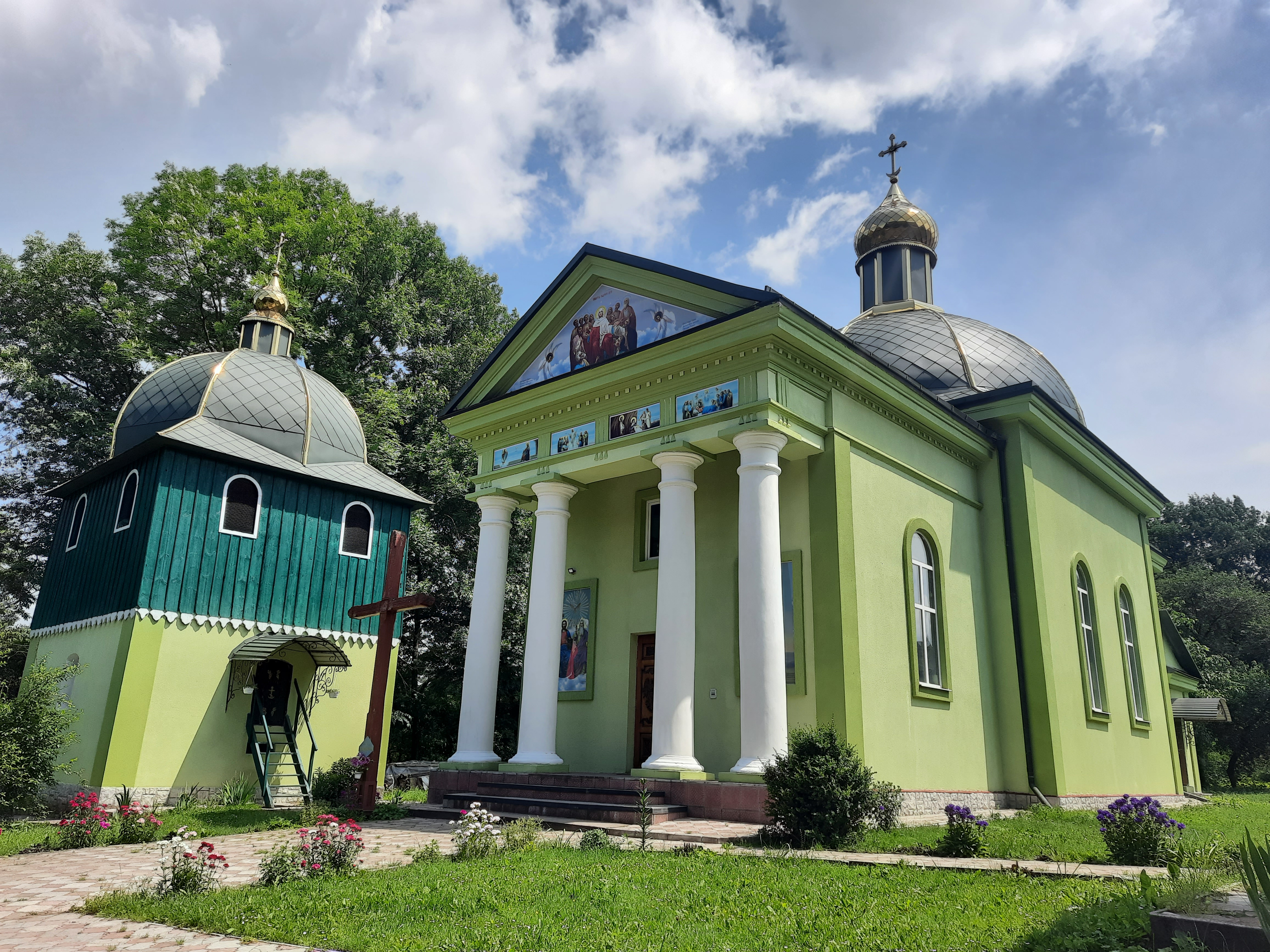
Церква Пресвятої Трійці
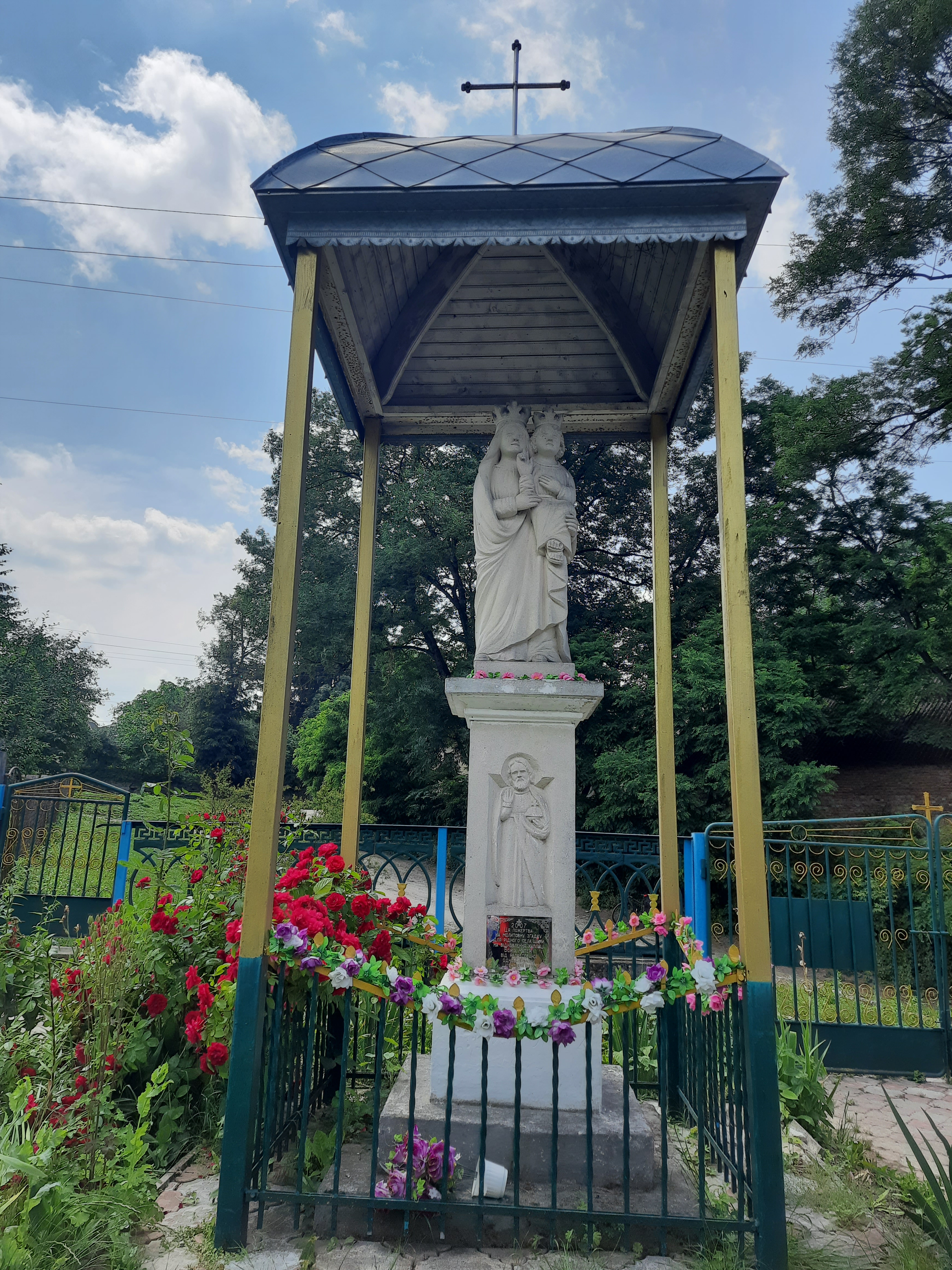
Статуя Божої Матері
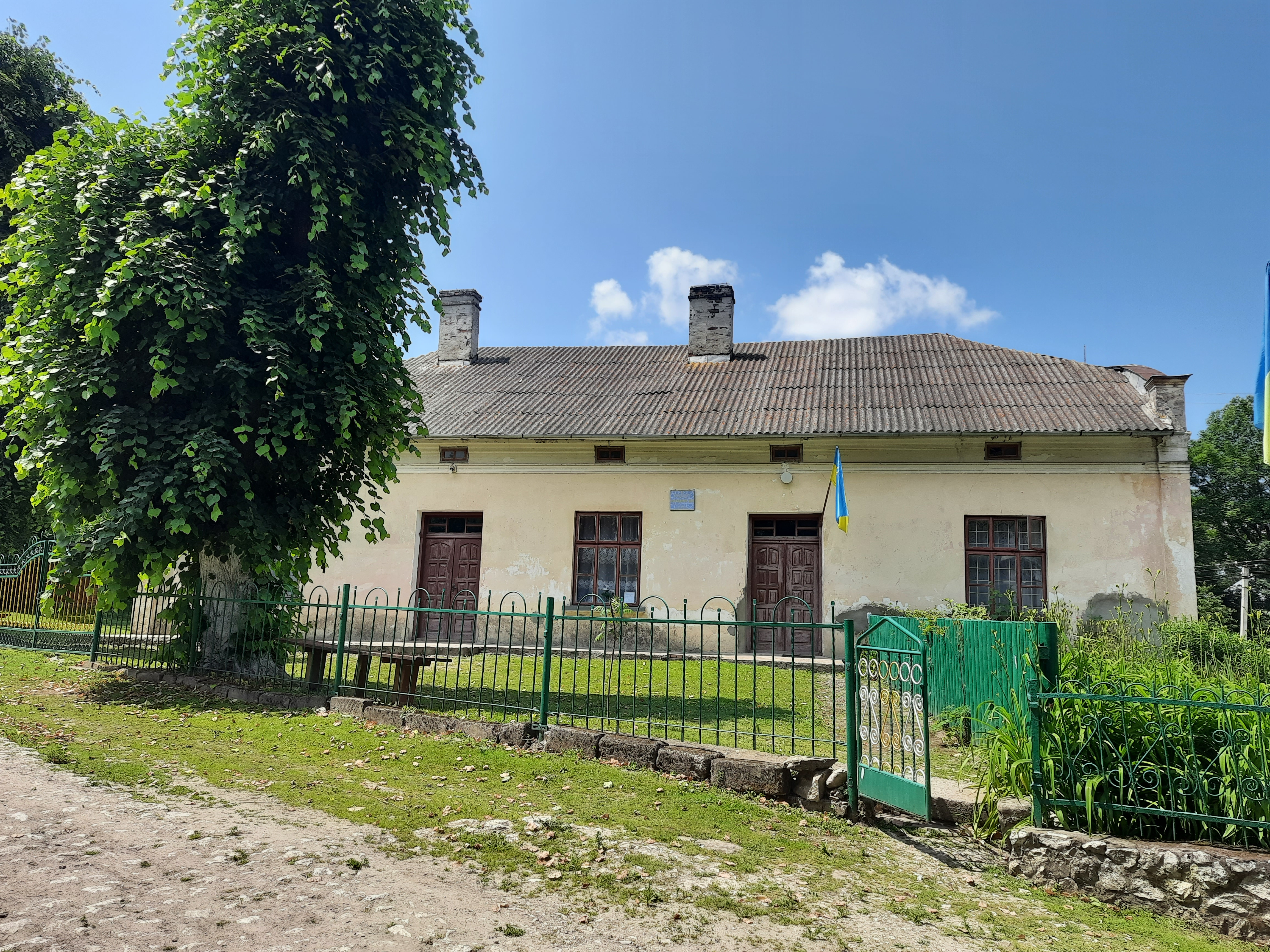
Клуб
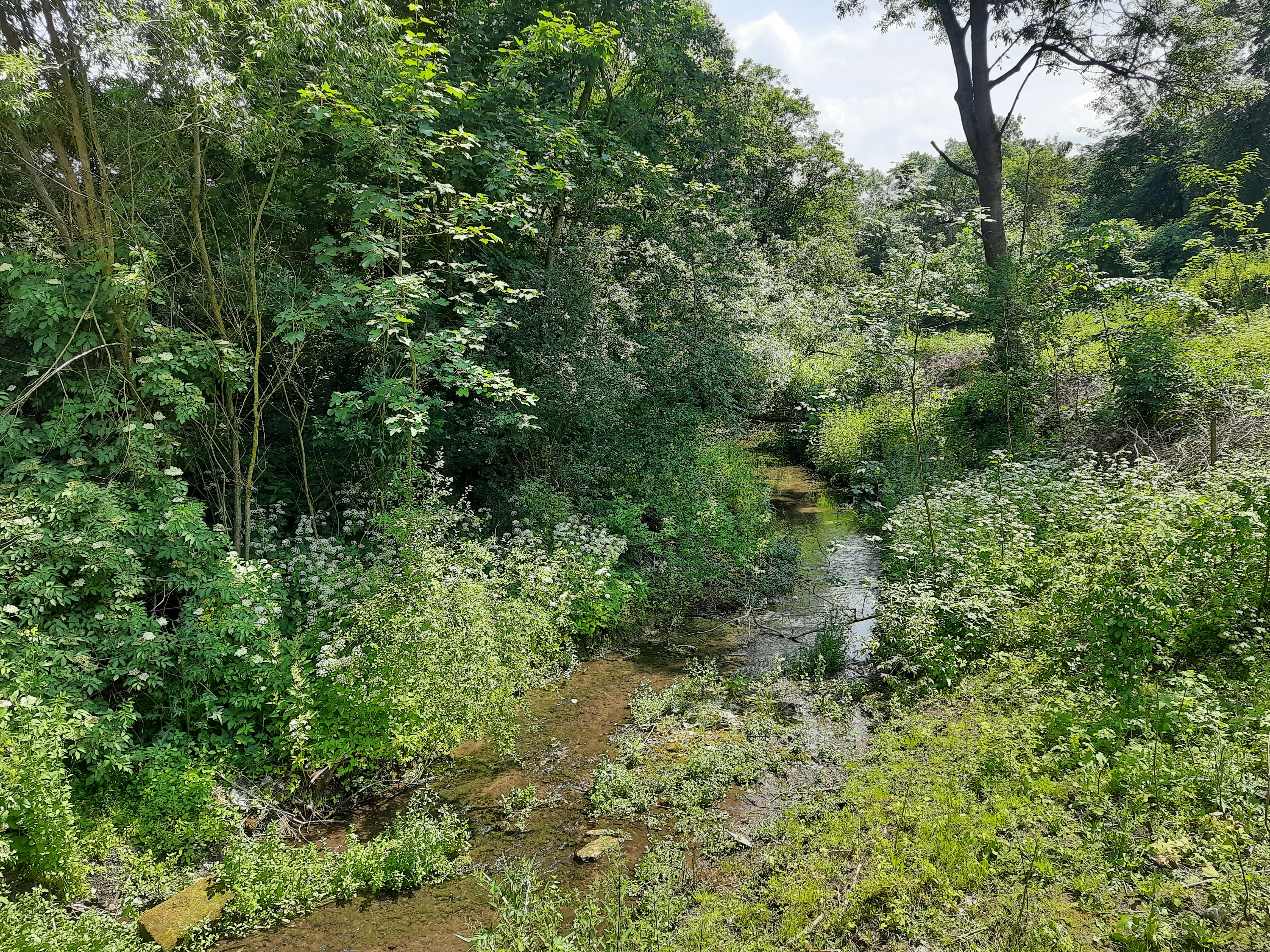
Річка Самчик біля села